# 44-та окрема механізована бригада (Україна)
44-та окрема механізована бригада (44 ОМБр) — механізоване з'єднання Сухопутних військ Збройних сил України чисельністю в бригаду.
Базується у м. Ніжин Чернігівської області. Входить до складу ОК «Північ». Бригаду створено 2 березня 2023 року.
В 2023 році вела бої в районі Кремінної.

## Історія
У серпні 2023 року була розгорнута біля лінії фронту в районі Кремінної на Луганщині.
Вперше танки Leopard 1A5 бригади були помічені біля лінії фронту на сході України 19 листопада.

## Структура
- 1-й механізований батальйон (на БМП-1)[4]
- механізований батальйон (ймовірно на бронетранспортерах Rosomak)[4]
- механізований батальйон (ймовірно на бронетранспортерах Rosomak)[4]
- Батальйон безпілотних систем[5]
- Бригадна артилерійська група[6]

## Оснащення
Бригада першою серед бригад ЗСУ отримала на озброєння німецькі танки Leopard 1A5, також озброєна кількома видами колісних бронетранспортерів: польськими Rosomak, словенськими Valuk (~ 20 одиниць) і Valuk 6×6, а також канадськими бронеавтомобілями Roshel Senator та радянськими САУ 2С1 «Гвоздика».
Також бригада озброєна польськими самохідними мінометами Rak та БМП-1, які передала Польща.

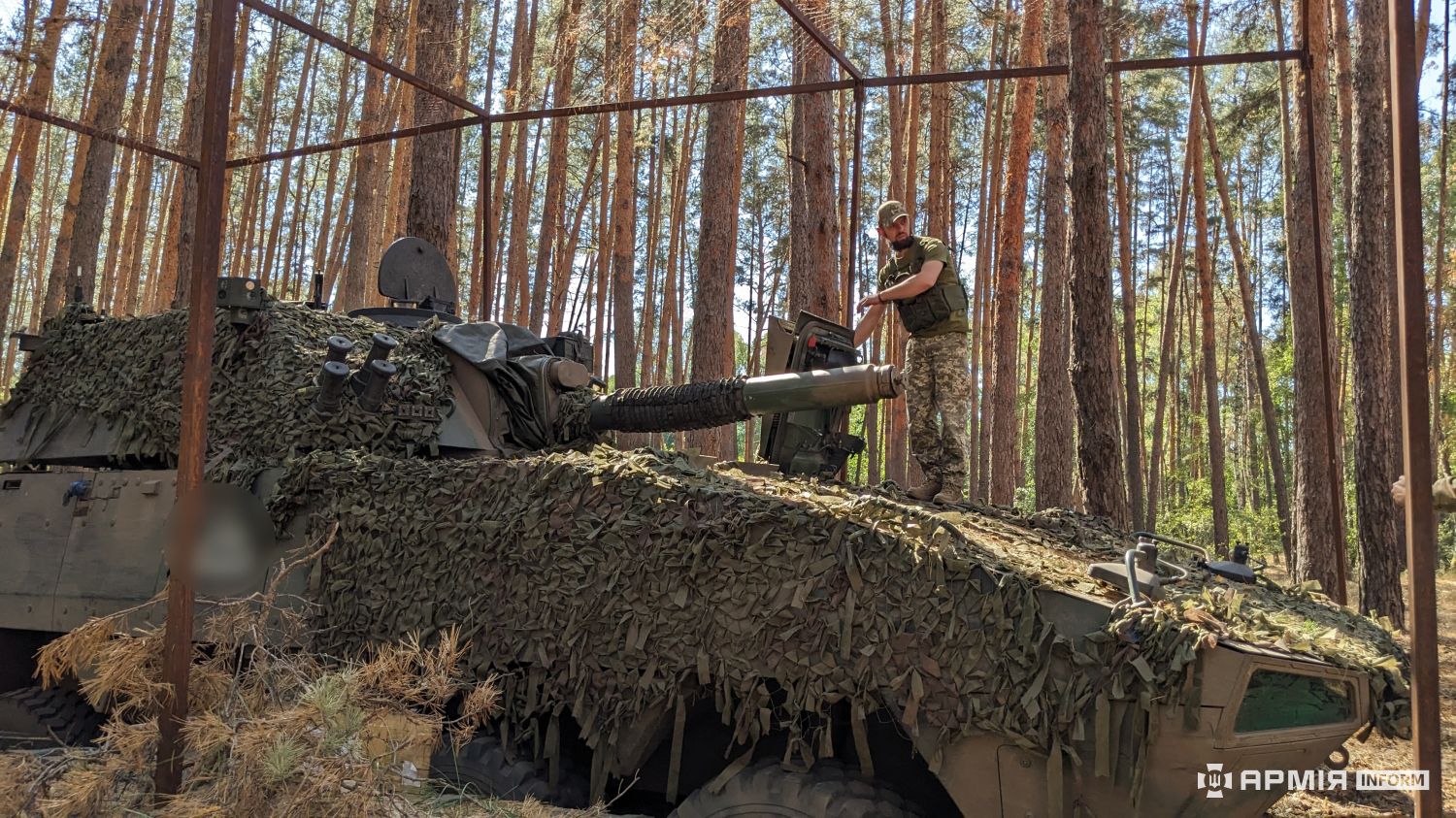
Самохідний міномет Rak на оснащенні бригади.
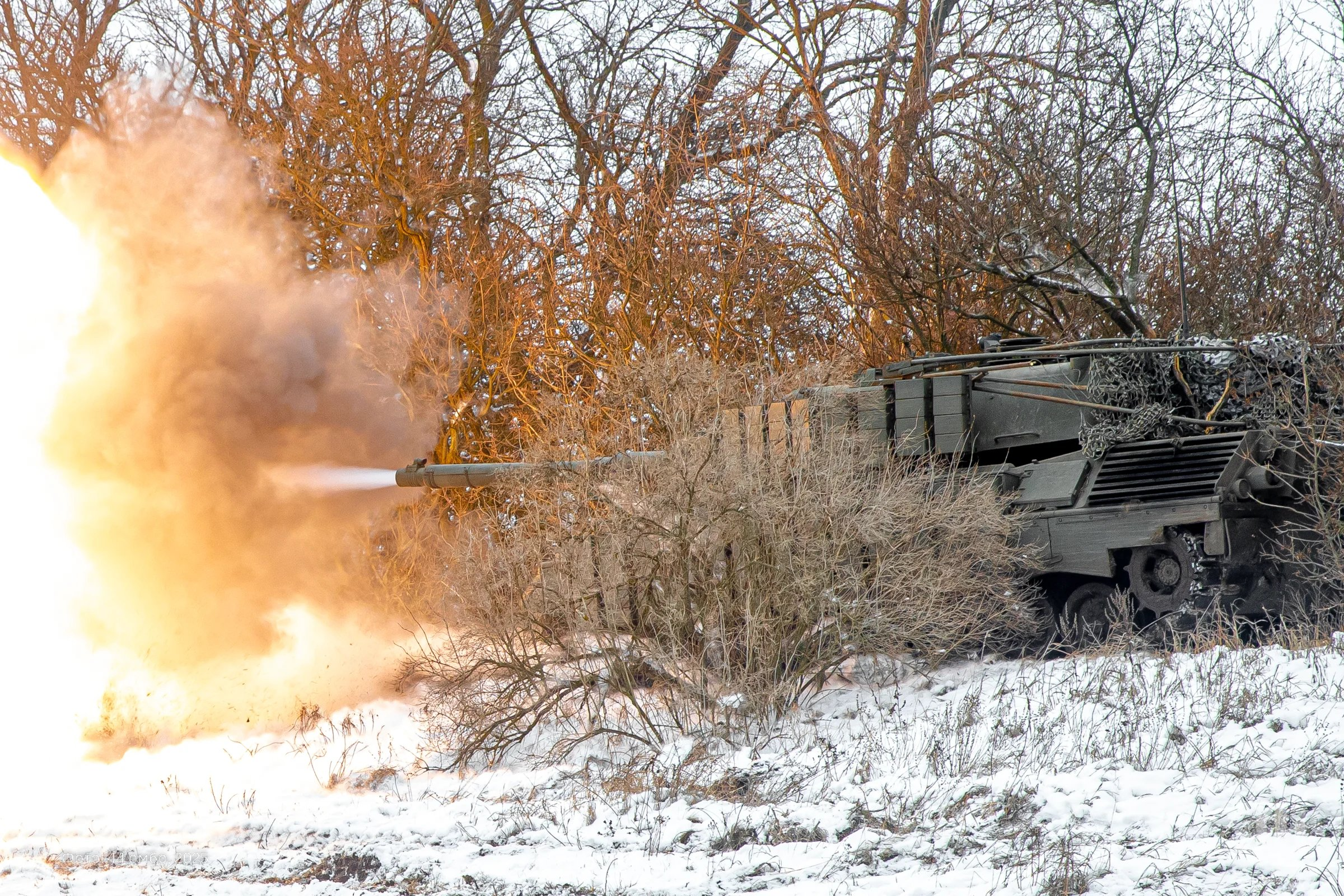
Leopard 1A5 44-ї бригади знищує окупантів на Харківському напрямку. Березень 2025 року.
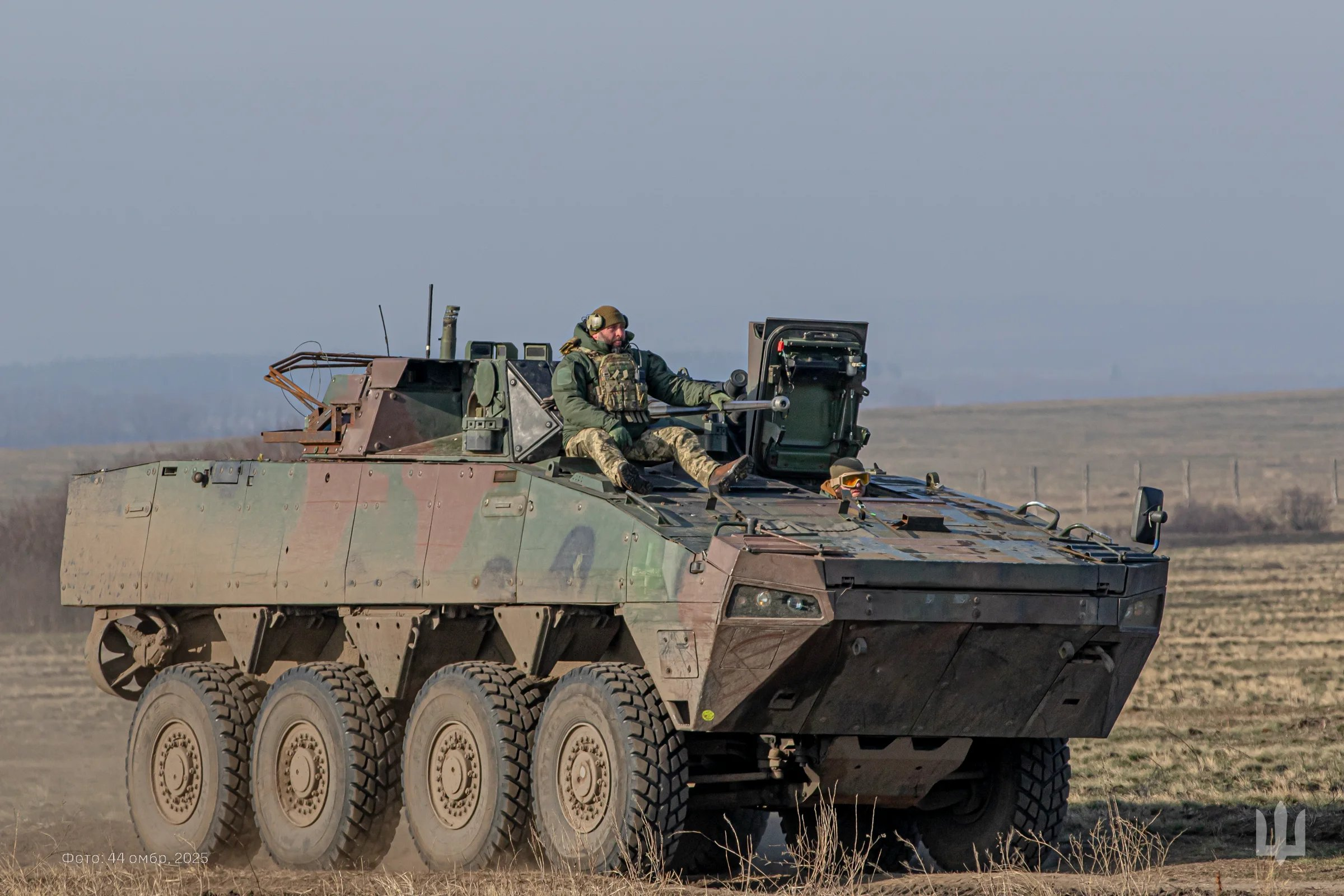
Колісна БМП Rosomak на озброєнні 44 ОМБр. Березень 2025 року.

## Символіка
Нарукавний знак бригади складається з традиційних для козацької геральдики фігур — лицарського хреста та перехрещених стріли та шаблі.